# Republika Pińczowska (1918)
Republika Pińczowska – nazwa obszaru Pińczowa i okolic opanowanego pod koniec 1918 przez okres sześciu tygodni przez mieszkańców kierowanych przez Jana Lisowskiego, po rozbrojeniu bez walki oddziału wojsk okupacyjnych. Jedna z najbardziej znanych republik chłopskich, gdzie samorządowa władza okupacyjna przeszła w sposób rewolucyjny w ręce mieszkańców.
Do opanowania miasta doszło pod koniec 1918 r. po akcji przeprowadzonej przez grupę około 150 ludzi, składającą się z członków straży pożarnej i mieszkańców. Grupa, która dokonała rozbrojenia bez walki oddziału okupacyjnego armii austro–węgierskiej składającego się z Węgrów, dowodzona była przez Jana Lisowskiego, działacza SDKPiL. Ponieważ na terenie powiatu dochodziło do strajków rolnych, do Rosiejowa (miejsca najbardziej zapalnego) wysłana została ekspedycja karna, która spędziła strajkujących fornali do zabudowań folwarcznych. Strajkujący zostali uwolnieni po odsieczy zorganizowanej przez Jana Lisowskiego. W związku z tym wydarzeniem Lisowski został aresztowany i uwięziony.
Na terenie Republiki Pińczowskiej działał też były oficer austriacki Kalinka ps. „Kazuń”, dowodząc grupą szerzącą hasła socjalistyczne i anarchistyczne. Grupa ta mająca oparcie w chłopach, dokonała kilku napadów, między innymi na Działoszyce i Wodzisław. Atak na Działoszyce i rozbrojenie funkcjonariuszy policji miał miejsce 12 listopada, a na Wodzisław 18 listopada 1918. Przeprowadzony był przez 18-osobowy oddział Kalinki i kilkusetosobową grupę chłopów uzbrojonych w drągi i siekiery. Grupa dopuszczała się rabunków, jednak tylko na ludziach bogatych. W obawie przed działaniami rozagitowanych chłopów kilka rodzin ziemiańskich opuściło swe domy i wyjechało do Kielc. Kalinka zginął w walce z karnym oddziałem wojska w lasach piotrkowskich.
W 1944 r., po wyzwoleniu spod okupacji niemieckiej Pińczowa i okolic oraz przejęciu władzy przez partyzantów z oddziałów Batalionów Chłopskich, Armii Krajowej i Armii Ludowej, utworzono drugą tzw. Republikę Pińczowską, nawiązując do dawnej nazwy.